# صفيراء متقاربة
صفيراء متقاربة (الاسم العلمي:Sophora affinis) هي نوع من النباتات يتبع جنس الصفيراء من الفصيلة البقولية.